# 1826 en musique classique
| \| • Retour à la chronologie générale de la musique classique • \| |
| Grèce • Rome • Haut Moyen Âge • VIIIe siècle • IXe siècle • Xe siècle • XIe siècle XIIe siècle • XIIIe siècle • XIVe siècle • XVe siècle • XVIe siècle • XVIIe siècle XVIIIe siècle • XIXe siècle • XXe siècle • XXIe siècle |
| • Retour à la chronologie générale de la musique classique • |

| Années en musique classique : 1823 - 1824 - 1825 - 1826 - 1827 - 1828 - 1829    |
| Décennies en musique classique : 1790 - 1800 - 1810 - 1820 - 1830 - 1840 - 1850 |

Cet article présente les faits marquants de l'année 1826 en musique.

## Événements
- 7 janvier : Alahor in Granata, opera seria en 2 actes de Gaetano Donizetti, créé au Teatro Carolino de Palerme.
- 29 janvier : La Jeune fille et la mort, quatuor à cordes de Schubert, créé.
- 21 mars : le Quatuor à cordes no 13 op.130, de Beethoven, créé par le quatuor Schuppanzigh.
- 31 mars : création de Amazilda e Zamoro de Antonio D'Antoni (en), avec Giuditta Grisi et Rosmunda Pisaroni, au Teatro della Pergola de Florence[1].
- 12 avril : Oberon, opéra de Carl Maria von Weber, créé au Covent Garden de Londres.
- 11 juin : Don Gregorio, opéra de Gaetano Donizetti, créé à Naples.
- 6 juillet : Elvida, opéra en un acte de Donizetti, créé au Teatro San Carlo de Naples.
- 19 juillet : représentation d’Alahor in Granata de Gaetano Donizetti au Teatro San Carlo de Naples.
- 9 septembre : création de La fedeltà tra i boschi, o sia I taglialegna di Dombar de Filippo Grazioli, au Teatro Valle de Rome[2].
- 15 septembre : Ivanhoé de Giacomo Rossini, créé à Paris.
- 9 octobre : Le Siège de Corinthe, opéra de Gioachino Rossini, créé à Paris.
- 31 octobre : Gradus ad Parnassum (100 pièces) de Muzio Clementi publié simultanément à Paris, Leipzig et Londres.

Date indéterminée
- Les Francs-juges, opéra inachevé d'Hector Berlioz.
- Concertino pour violon et orchestre de Johannes Frederik Fröhlich.
- Le compositeur allemand Felix Mendelssohn compose son ouverture du « Songe d'une nuit d'été » à 17 ans.
- Concerto pour violon no 2 en si mineur et Concerto pour violon no 3 en mi majeur de Paganini.

## Prix de Rome
1er Prix : Claude Paris, 2e Prix : Jean-Baptiste Guiraud et Émile Bienaimé avec la cantate Herminie.

## Naissances

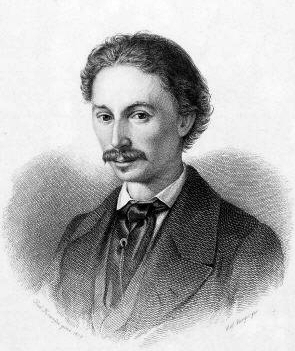
Jules Stockhausen

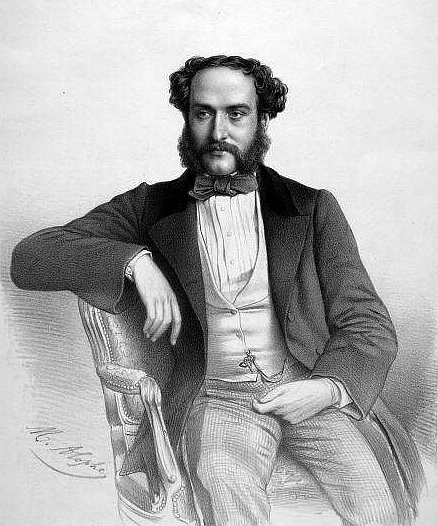
Georges Mathias

- 2 février : Napoléon Alkan, compositeur et pédagogue français († 29 août 1906).
- 23 février : Victorine Farrenc, pianiste et compositrice française († 3 janvier 1859).
- 27 février : Charles Verroust, bassoniste français († 15 janvier 1887).
- 1er mars : John Thomas, harpiste et compositeur gallois († 13 mars 1913).
- 6 mars : Marietta Alboni, cantatrice italienne († 23 juin 1894).
- 12 mars : Sophie Cruvelli, cantatrice allemande († 6 novembre 1907).
- 23 mars : Léon Minkus, compositeur, violoniste, pédagogue autrichien († 7 décembre 1917).
- 3 avril : Vincent Adler, pianiste et compositeur hongrois († 4 janvier 1871).
- 5 juin : Ivar Hallström, pianiste et compositeur suédois († 11 avril 1901).
- 17 juin : Alfred Hipkins, musicologue anglais († 3 juin 1903).
- 21 juin : Hugo Stähle, compositeur allemand († 29 mars 1848).
- 8 juillet : Friedrich Chrysander, historien de la musique et critique musical allemand († 3 septembre 1901).
- 22 juillet : Jules Stockhausen, baryton et pédagogue allemand († 22 septembre 1906).
- 8 août : Charles Galibert, compositeur français († 7 août 1858).
- 18 août : Nicolò Coccon, compositeur, organiste et maître de chapelle italien († 4 août 1903).
- 24 août : Marcial del Adalid, compositeur espagnol († 16 octobre 1881).
- 3 septembre : Adolphe Sellenick, compositeur et chef d'orchestre français, († 25 septembre 1893).
- 8 septembre : Disma Fumagalli, compositeur et professeur de musique italien († 9 mars 1893).
- 12 septembre : Richard Pohl, critique musical allemand († 17 décembre 1896).
- 14 octobre : Georges Mathias, pianiste, pédagogue et compositeur français († 14 octobre 1910).
- 22 octobre : Guglielmo Quarenghi, violoncelliste et compositeur italien († 3 février 1882).
- 12 novembre : Achille-Félix Montaubry, musicien, ténor et directeur de théâtre français († 2 octobre 1898).
- 7 décembre : Emil Büchner, chef d'orchestre et compositeur allemand († 9 juin 1908).
- 21 décembre : Ernst Pauer, pianiste, compositeur et professeur de musique autrichien († 5 mai 1905).

## Décès

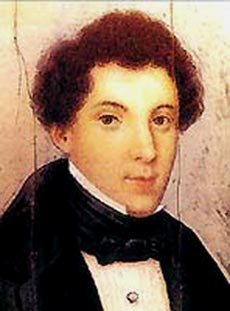
Juan Crisóstomo de Arriaga

- 17 janvier : Juan Crisóstomo de Arriaga, violoniste et compositeur espagnol (° 27 janvier 1806).
- 11 mars : Gervais-François Couperin, compositeur français (° 22 mai 1759).
- 13 avril : Franz Danzi, compositeur et chef d'orchestre allemand (° 15 juin 1763).
- 6 mai : Rosalie Levasseur, cantatrice française (° 8 octobre 1749).
- 24 mai : Friedrich Ernst Fesca violoniste et compositeur allemand (° 15 février 1789).
- 25 mai : Christian Friedrich Ruppe, compositeur et musicien néerlandais.
- 5 juin : Carl Maria von Weber, compositeur allemand (° 18 novembre 1786).
- 15 juin : Giovanni Ansani, ténor et compositeur italien (° 11 février 1744).
- 28 septembre : Dietrich Nikolaus Winkel, inventeur du premier métronome fonctionnel (° 1780).
- 9 octobre : Michael Kelly, ténor irlandais (° 25 décembre 1762).
- 10 décembre : Benedikt Schack, compositeur, ténor et instrumentiste autrichien (° 7 février 1758).
- 21 décembre : Gaetano Andreozzi, compositeur italien (° 22 mai 1755).